# Grammy Awards 1960
1960 wurde zum zweiten Mal der US-amerikanische Musikpreis Grammy verliehen. Es wurden 34 Auszeichnungen vergeben bei den Grammy Awards 1960, sechs mehr als bei der Premiere. In den kommenden Jahren sollten es jeweils um die 40 Preiskategorien werden. Als neuer, vierzehnter Musikbereich kam der Folk dazu.

## Hauptkategorien
Single des Jahres (Record of the Year):
- "Mack the Knife" von Bobby Darin

Album des Jahres (Album of the Year):
- Come Dance With Me! von Frank Sinatra

Song des Jahres (Song of the Year):
- "The Battle of New Orleans" von Jimmy Driftwood

Bester neuer Künstler (Best New Artist):
- Bobby Darin

## Pop
Beste weibliche Gesangsdarbietung (Best Vocal Performance, Female):
- "But Not For Me" von Ella Fitzgerald

Beste männliche Gesangsdarbietung (Best Vocal Performance, Male):
- Come Dance With Me! von Frank Sinatra

Beste Darbietung einer Gesangsgruppe oder eines Chors (Best Performance By A Vocal Group Or Chorus):
- "The Battle Hymn Of The Republic" vom Mormon Tabernacle Choir unter Leitung von Richard Condie

Beste Darbietung eines Tanzband (Best Performance By A Dance Band):
- Anatomy Of A Murder von Duke Ellington

Beste Darbietung eines Orchesters (Best Performance By An Orchestra):
- Like Young von André Previn & Dave Rose & His Orchestra

Beste Darbietung eines Top-40-Künstlers (Best Performance By A "Top 40" Artist):
- "Midnight Flyer" von Nat King Cole

## Rhythm & Blues
Beste R&B-Darbietung (Best Rhythm & Blues Performance):
- "What A Diff'rence A Day Makes" von Dinah Washington

## Country
Beste Country-und-Western-Darbietung (Best Country & Western Performance):
- The Battle of New Orleans von Johnny Horton

## Jazz
Beste Solo-Jazzdarbietung (Best Jazz Performance, Soloist):
- Ella Swings Lightly von Ella Fitzgerald

Beste Jazzdarbietung, Gruppe (Best Jazz Performance, Group):
- I Dig Chicks von Jonah Jones

## Folk
Beste Folk-Darbietung (Best Performance – Folk):
- The Kingston Trio At Large vom Kingston Trio

## Für Kinder
Beste Aufnahme für Kinder (Best Recording For Children):
- Prokofjew: Peter And The Wolf von Peter Ustinov und dem Philharmonia Orchestra unter Leitung von Herbert von Karajan

## Sprache
Beste Darbietung Dokumentation oder gesprochener Text ohne Comedy (Best Performance, Documentary Or Spoken Word Other Than Comedy):
- A Lincoln Portrait von Carl Sandburg

## Comedy
Beste Comedy-Darbietung – Sprache (Best Comedy Performance – Spoken):
- Inside Shelley Berman von Shelley Berman

Beste Comedy-Darbietung – Musik (Best Comedy Performance – Musical):
- The Battle Of Kookamonga von Homer and Jethro

## Musical Show
Bestes Broadway-Show-Album (Best Broadway Show Album):
- Gypsy mit Ethel Merman, Jack Klugman, Sandra Church u. a.

Bestes Soundtrack-Album, Originaldarsteller – Film oder Fernsehen (Best Sound Track Album, Original Cast – Motion Picture Or Television)
- Porgy und Bess (Original Motion Picture Soundtrack) (Musikalischer Leiter: André Previn, Underscoring: Ken Darby)

## Komposition / Arrangement
Beste musikalische Komposition, die erstmals 1959 aufgenommen und veröffentlicht wurde (Dauer über fünf Minuten) (Best Musical Composition First Recorded And Released In 1959, Over 5 Minutes Duration):
- Anatomie eines Mordes (Soundtrack), Komponist Duke Ellington

Bestes Soundtrack-Album – Begleitmusik von Film oder Fernsehen (Best Sound Track Album – Background Score From A Motion Picture Or Television):
- Anatomie eines Mordes (Soundtrack), Komponist Duke Ellington

Bestes Arrangement (Best Arrangement):
- Come Dance With Me von Frank Sinatra (Arrangeur: Billy May)

## Packages und Album-Begleittexte
Bestes Albumcover (Best Album Cover):
- Schostakowitsch: Symphonie Nr. 5 vom Washington National Symphony Orchestra unter Leitung von Howard Mitchell (Art Director: Robert M. Jones)

## Produktion und Technik
Bester Technik-Beitrag, ohne klassische Musik oder Novelty (Best Engineering Contribution, Other Than Classical Or Novelty):
- Belafonte At Carnegie Hall von Harry Belafonte (Technik: Robert Simpson)

Bester Technik-Beitrag, Klassik-Aufnahme (Best Engineering Contribution, Classical Recording):
- Victory At Sea, Vol. I vom RCA Victor Symphony Orchestra unter Leitung von Robert Russell Bennett (Technik: Lewis W. Layton)

Bester Technik-Beitrag, Novelty-Aufnahme (Best Engineering Contribution, Novelty Recording):
- Alvin's Harmonica von Alvin & The Chipmunks (Technik: Ted Keep)

## Klassische Musik
Beste klassische Orchesterdarbietung (Best Classical Performance – Orchestra):
- Debussy: Images für Orchester vom Boston Symphony Orchestra unter Leitung von Charles Münch

Beste klassische Darbietung – Operndarsteller oder Chor (Best Classical Performance – Opera Cast Or Choral):
- Mozart: Die Hochzeit des Figaro von Lisa della Casa, Rosalind Elias, George London, Roberta Peters, Giorgio Tozzi und den Wiener Philharmonikern unter Leitung von Erich Leinsdorf

Beste klassische Darbietung – Konzert oder Soloinstrument (mit vollständiger Orchesterbegleitung) (Best Classical Performance – Concerto Or Instrumental Soloist With Full Orchestral Accompaniment):
- Rachmaninow: Klavierkonzert Nr. 3 von Van Cliburn und dem Symphony of the Air Orchestra unter Leitung von Kiril Kondrashin

Beste klassische Darbietung – Konzert oder Soloinstrument (nicht mit vollständiger Orchesterbegleitung) (Best Classical Performance – Concerto Or Instrumental Soloist Other Than Full Orchestral Accompaniment):
- Beethoven: Sonate Nr. 21 in C-Dur (Waldstein) und Nr. 18 Es-Dur von Arthur Rubinstein

Beste Kammermusik-Darbietung (einschließlich Kammerorchester) (Best Classical Performance – Chamber Music Including Chamber Orchestra):
- Beethoven: Sonate Nr. 21 in C-Dur (Waldstein) und Nr. 18 Es-Dur von Arthur Rubinstein

Beste klassische Solo-Gesangsdarbietung (mit oder ohne Orchester) (Best Classical Performance – Vocal Soloist With Or Without Orchestra):
- Björling In Opera von Jussi Björling